# День Шакала
День Шакала (англ. The Day of the Jackal) — роман-трилер англійського письменника Фредеріка Форсайта (1971 року). Після опублікування у 1971 році роман отримав хвалебні відгуки та рецензії за переконливу картину Франції 1963 року та ретельно продуманий сюжет. У 1972 році роман отримав премію Едгара Аллана По в номінації «За найкращий роман» від Асоціації детективних письменників Америки. Входить до «100 найкращих детективних романів усіх часів»

## Короткий зміст
Французька терористична група ОАС вирішує найняти вбивцю, для ліквідації президента Шарля де Голля. Оскільки практично всі «бойовики» організації знаходяться під спостереженням французьких спецслужб, приймається рішення залучити людину «зі сторони».
Вибір терористів падає на вбивцю, що відомий під прізвиськом «Шакал». «Шакал» за величезний гонорар приймає замовлення і розпочинає детальну підготовку.
Попри всі зусилля ОАС, у них випадково стається витік інформації, і французька Служба безпеки дізнається про майбутній замах. Найкращі детективи французької поліції залучаються до справи із завданням знайти Шакала і запобігти замаху.
Розпочинається гра, ставка в якій — життя президента…
Опис сюжету :
Роман складається з трьох частин, які мають назви «Анатомія змови», «Анатомія полювання» та «Анатомія вбивства». Підполковник Бастьєн-Тірі, засуджений за організацію замаху на президента Франції генерала де Голля, постає перед розстрільним взводом. Загін змовників обстріляв президентський кортеж, однак Бастьєн-Тірі, ретельно підготувавши замах, помилився з часом настання сутінок, і в темряві його люди не побачили поданий сигнал про прибуття кортежу. Бастьєн-Тірі був заарештований і згодом розстріляний. Французькі спецслужби активізували боротьбу з OAS і викрали лідера OAS Антуана Арго. Решта частини роману є вигаданою.
Отримавши звістку про страту Бастьєна-Тірі, лідер OAS полковник Роден вирішує знищити де Голля руками «людини, якої ніхто не знає». Переглянувши досьє вбивць, він зупиняє свій вибір на англійському снайпері й запрошує його на зустріч у віденський готель. Англієць погоджується, але заявляє, що це буде його останнє замовлення через надзвичайний ризик, і тому вимагає нечувану суму — 500 тис. доларів. Він бере псевдонім Шакал і вирішує вбити президента під час святкування Дня Визволення. Убивця починає підготовку: замовляє гвинтівку, добуває кілька паспортів, оглядає будинки в Парижі, звідки можна здійснити постріл у день свята. Згідно з вимогою Шакала, Роден і двоє його заступників очікують завершення операції в італійському готелі під охороною загону екс-легіонерів. Французькі спецслужби, розуміючи, що готується акція, виманюють до Франції охоронця Родена й допитують його. Легіонер охороняв учасників наради в Австрії й запам’ятав професіонала-англійця. Керівники спецслужб усвідомлюють всю страшну небезпеку змови, однак де Голль категорично відмовляється припинити публічні виступи чи оголосити масове полювання на вбивцю. Комісар паризької поліції Був’є заявляє: «Сили безпеки безсилі перед людиною без імені» і пропонує «дати ім’я вбивці, за іменем піде паспорт, а за паспортом — арешт». Таємну операцію доручають його заступнику — комісару Лебелю, найкращому детективу Франції. 
Лебель телефонує керівникам поліції різних країн з проханням надати досьє на місцевих політичних убивць, інформацію про їхню зовнішність і нинішню діяльність. Він та його помічник одну за одною відкидають кандидатури. Англійці передають відомості про вбивство диктатора Трухільйо, за чутками скоєне англійським снайпером. У вбивстві підозрюється британський бізнесмен Чарльз Колтроп. За описом він схожий на Шакала; до того ж, він щойно виїхав у невідомому напрямку. Прем’єр-міністр Великої Британії випадково дізнається про розслідування французів і наказує зупинити Шакала. Один із учасників наради у міністерстві внутрішніх справ Франції розповідає про все своїй коханці, яка виявляється членом OAS. Роден попереджає Шакала про небезпеку, однак той не відмовляється від своєї мети. Розуміючи, що Шакал скористався чужими документами, британці переглядають усі заяви на видачу паспортів, але Шакал, якого вчасно попереджають оасівці, встигає змінювати свої особистості. Він знайомиться з французькою баронесою й перечікує облаву в її ліжку. Убивши коханку, він приїздить до Парижа, де безперешкодно проходить крізь поліцейські кордони. Задушивши гомосексуала, який йому допомагав, Шакал очікує на День Визволення в його квартирі.
Спецслужби більше не приховують масштабну операцію з пошуку Шакала — тепер він офіційно розшукується як убивця баронеси. Лебель не поділяє оптимізму колег і під час свята особисто обходить усі пости й патрулі. Один з постових зізнається, що пропустив через кордон одноногого ветерана з милицею в шинелі. Лебель розпізнає маскування Шакала, вривається до будинку, куди той зайшов, знаходить квартиру й встигає застрелити його. Справжній Чарльз Колтроп повертається з відпустки, проведеної в Шотландії, тож особа Шакала так і залишається невідомою.

## Цікаві факти
- Форсайт працював репортером в Парижі, і описи частини подій описаних в романі запозичені з його власних репортажів в той час.
- Перекладений на іврит «День Шакала» був знайдений при обшуку Ігала Аміра — вбивці ізраїльського прем'єр-міністра Іцхака Рабіна (4 листопада 1995 року). За повідомленням ізраїльської преси поліція вважала, що Амір використовував книгу як детальний посібник.
- «День Шакала» був настільною книгою Володимира Арутіньяна — людини, що намагалась вбити президента США Дж. Буша під час його візиту у 2005 в Грузію.

## Екранізації
По мотивам книги були зняті два фільми і серіал:
1. День Шакала («The Day of the Jackal», 1973, режисер Фред Циннеманн).
2. Шакал («The Jackal», 1997, режисер Майкл Кетон-Джонс). Щоправда, у випадку з американським рімейком, Форсайт з певних причин наполіг, щоб його ім'я прибрали з титрів. Саме тому у фільмі за участю Брюса Вілліса та Річарда Ґіра прізвище письменника відсутнє.
3. День Шакала, серіал (The Day of the Jackal, 2024, режисери Пол Вілмсхерст, Браян Кірк, Ану Менон)